# Miconia chiriquiensis
Miconia chiriquiensis är en tvåhjärtbladig växtart som beskrevs av Frank Almeda. Miconia chiriquiensis ingår i släktet Miconia och familjen Melastomataceae.
Artens utbredningsområde är Panamá. Inga underarter finns listade i Catalogue of Life.